# George Kukla
George Kukla, eigentlich Jiří Kukla (* 14. März 1930 in Prag, Tschechoslowakei; † 31. Mai 2014 in Suffern, New York, Vereinigte Staaten) war ein tschechischer Paläoklimatologe und Forscher am Lamont-Doherty Earth Observatory der Columbia University.

## Leben
Er war Mitglied der Tschechoslowakischen Akademie der Wissenschaften. Im Jahr 2003 wurde er mit der Milutin Milankovic Medal ausgezeichnet.
Kukla glaubte, dass allen Eiszeiten in der Erdgeschichte eine Erwärmung vorausging. Er vertrat die Ansicht, dass die aktuelle globale Erwärmung überwiegend natürlich ist und in einer neuen Eiszeit enden wird.
Kukla war maßgeblich daran beteiligt, dass in den 1970er Jahren ein nationales Klimaprogramm in den Vereinigten Staaten von Amerika ins Leben gerufen wurde. Im Januar 1972 kamen Georg Kukla und Robert Matthews zu einer Konferenz in der Brown University in Providence / Rhode Island zusammen. Teilgenommen haben 42 der damaligen Top-Forscher aus Europa und Amerika. Diskussionsthema war “The Present Interglacial, How and When will it End?”. Die Schlussfolgerungen wurden in zwei Veröffentlichungen von 1972 zusammengefasst.
In einem Schreiben vom 3. Dezember 1972 teilten Kukla und Matthews ihre Meinung dem Büro des US-Präsidenten Nixon mit. In dem Schreiben warnten sie vor der Möglichkeit einer massiven globalen Verschlechterung des Klimas und deren Auswirkungen. Unter Beibehaltung des damaligen Tempos erwarteten sie „eiszeitlichen Temperaturen in etwa einem Jahrhundert“.
Das Weiße Haus leitete das Kukla-Matthews-Schreiben an das Amt für internationale wissenschaftliche und technische Angelegenheiten des State Departments weiter. Das wiederum leitete das Schreiben an die höchst beauftragte, ressortübergreifende Stelle, das Interdepartmental Committee for Atmospheric Sciences (ICAS) weiter, um die Angelegenheit zu überprüfen und geeignete Maßnahmen einleiten zu können. Das ICAS stellte daraufhin ein Ad-hoc-Gremium zusammen. Da zeitgleich in der Wissenschaft über den Treibhauseffekt debattiert wurde, zeigte sich bald die Notwendigkeit für ein sog. Climate Diagnostics Center, dass Ursachen und Wirkung des Klimawandels erforschen soll. Kukla warnte währenddessen angesichts eines kalten Winters 1976/77 öffentlich davor, nur wegen ein „paar Meter Schnee“ von einer neuen Eiszeit zu reden.
Präsident Carter unterzeichnete das Gesetz über das National Climate Program schließlich am 17. September 1978. Das Climate Diagnostics Center wurde bei der National Oceanic & Atmospheric Administration angesiedelt.
In Interviews der letzten Jahre vertrat Kukla die Position, dass das von ihm in den 1970er Jahren beschriebene Szenario in den nächsten fünftausend Jahren zu erwarten sein könnte und der Wechsel von Eiszeit und Zwischeneiszeit sich in der Vergangenheit immer genau so zugetragen hat.
Der Titel seiner letzten wichtigsten Publikation, gemeinsam mit anderen Autoren verfasst, lautet „How long and how stable was the last interglacial?“